# Sardynka

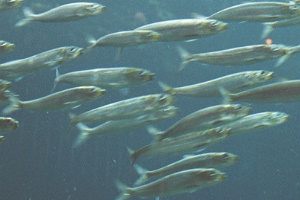
Sardynka pacyficzna

Sardynka, sardyna, pilchard – zbiorcze nazwy grupy jadalnych ryb z rodziny śledziowatych (Clupeidae), początkowo odnoszone do sardynki europejskiej (Sardina pilchardus), z czasem objęły inne, blisko z nią spokrewnione i bardzo podobne gatunki. Obecnie nazwy sardynki, sardyny lub pilchardy  stosowane są dla ryb z rodzajów:
- Sardina – 1 gatunek (sardynka europejska),
- Sardinella – ponad 20 gatunków określanych wspólną nazwą sardynele,
- Sardinops – 1 gatunek (sardynka pacyficzna, wcześniej zaliczana do 5 różnych gatunków).

Sardynką norweską nazywany jest też szprot.
Sardynki europejskie (Sardina pilchardus) występują w Morzu Śródziemnym i przy atlantyckim wybrzeżu Hiszpanii, Portugalii, Francji i Wielkiej Brytanii. Sardynka pacyficzna występuje w różnych rejonach Pacyfiku i Oceanu Indyjskiego i jest poławiana przy wybrzeżach Japonii Północnej i Południowej Ameryki (zachodnie wybrzeże) oraz Australii i RPA.
Sardynki mają srebrzysty kolor oraz małe rozmiary, nie posiadają linii bocznej. Nie mają łusek na głowie. Długość ich ciała wynosi od 15 do 30 cm, żyją w licznych ławicach i przemieszczają się wzdłuż wybrzeży w poszukiwaniu planktonu. Składają ikrę w okresie wiosennym, z której po kilku dniach wydostają się larwy później przekształcające się w dorosłe ryby.
Sardynki wszystkich gatunków są poławiane w ilościach przemysłowych w różnych celach, m.in. jako przynęta, do sprzedaży w świeżym stanie na targach rybnych, do suszenia i wędzenia, a także do wytwarzania mączki rybnej. Sardynki łowi się głównie nocą, kiedy to podpływają do powierzchni szukając planktonu. Po wciągnięciu sieci ryby są nasalane na czas transportu. Najpopularniejszą formą przerobu sardynek jest najpierw ich gotowanie (po wcześniejszym usunięciu głów) a później umieszczanie w marynacie olejowej w puszkach. Często występują również sardynki w sosie pomidorowym, co jest propozycją podania o zdecydowanie niższej zawartości tłuszczu (może mieć to znaczenie zwłaszcza dla osób na diecie niskotłuszczowej).